# Amarcord
Amarcord (în traducere „Îmi amintesc”) este o comedie-dramă din 1973 regizată de Federico Fellini, o poveste semi-autobiografică despre Titta, un adolescent care crește în mijlocul unui grup de personaje excentrice în satul Borgo San Giuliano (situat lângă vechile ziduri ale orașului Rimini) în Italia fascistă a anilor 1930. Titlul filmului este o univerbație a expresiei din dialectul Romagnol „a m'arcôrd” (îmi amintesc). Titlul a devenit apoi un neologism al limbii italiene, cu sensul de „evocare nostalgică”. Rolul central al lui Titta este bazat pe prietenul din copilărie al lui Fellini din Rimini, Luigi Titta Benzi. Benzi a devenit avocat și a rămas în strânsă legătură cu Fellini pe tot parcursul vieții sale.
Educația sentimentală a lui Titta este emblematică pentru „eroarea de conștiință”. Fellini ironizează posturile ridicole ale lui Mussolini și ale Bisericii Catolice, care „i-a închis pe italieni într-o adolescență perpetuă”, bătându-și joc de el însuși și de ceilalți săteni ai săi în scene comice care subliniază incapacitatea lor de a adopta o responsabilitate morală autentică sau de a depăși fanteziile sexuale prostești. Este, de asemenea, fără îndoială, cel mai politic film al lui Fellini, poate chiar singurul. Aici fascismul face parte din peisaj, într-un sat în care se spune în film că „99% dintre locuitori sunt membri ai partidului”.
Filmul a câștigat Premiul Oscar pentru cel mai bun film într-o limbă străină și a fost nominalizat la alte două premii Oscar: Cel mai bun regizor și Cel mai bun scenariu original.
În 2008, filmul a fost inclus de Ministerul italian al Patrimoniului Cultural pe lista celor 100 de filme italiene care trebuie salvate, o listă de 100 de filme care „au schimbat memoria colectivă a țării între 1942 și 1978”.

## Rezumat
În Borgo San Giuliano, un sat de lângă Rimini, apatiția semințelor de plop pufoase care plutesc în vânt anunță sosirea primăverii. La căderea nopții, locuitorii se îndreaptă spre piața satului pentru un foc de tabără tradițional, în care este arsă ritual Bătrâna Vrăjitoare a Iernii. Localnicii își fac farse unii altora, fac focuri de artificii, se plimbă cu femei libertine și fac zgomote obscene atunci când avocatul cu spirit civic ține prelegeri despre istoria regiunii.

Scenă din film

Școala sub fascism era o cavalcadă plictisitoare de fapte seci recitate de instructori cu niveluri diferite de implicare și pricepere. Tot ce pot face Titta și colegii săi este să facă prostii sau să chiulească de la ore atunci când nu li se cere să rezolve probleme de matematică sau să identifice detalii istorice obscure. În fiecare zi, chiar și atunci când plouă, vizitează „Monumentul Victoriei”, un înger cu fundul gol, frumos și generos. Întreaga lor viață de adolescenți este dominată de obsesia sexuală și de frustrarea pe care o provoacă. Când Titta se duce la spovedanie, reușește să evite să-i spună lui Don Balosa despre activitățile sale masturbatorii și să încerce să o seducă pe Gradisca, o femeie mai în vârstă și plină de farmec, deoarece preotul este mai preocupat de aranjamentele florale.
Oficialii fasciști vin în vizită, iar elevii sunt obligați să facă exerciții atletice pentru aprobarea lor. Ciccio, prietenul lui Titta, visează cu ochii deschiși că va fi căsătorit cu Aldina, iubita lui, de către chipul uriaș al lui Mussolini. Un gramofon conectat pe ascuns în clopotnița bisericii din oraș difuzează pe ascuns o înregistrare a piesei „Internaționala”, dar în scurt timp este împușcat și distrus de fasciștii înnebuniți după arme. Din cauza trecutului său anarhist, tatăl lui Titta, Aurelio, este adus pentru interogatoriu și obligat să bea ulei de ricin. El pleacă șchioapătând acasă, într-o stare cu greață, pentru a fi spălat de soția sa, Miranda.

Magali Noël în rolul Gradisca.

Într-o după-amiază de vară, familia îl vizitează pe unchiul Teo, fratele lui Aurelio, internat într-un azil de nebuni. Îl scot pe acesta pentru o zi la țară, dar el fuge și se urcă într-un copac, strigând în mod repetat: „Vreau o femeie!”. Toate încercările de a-l coborî din copac sunt întâmpinate cu pietrele pe care Teo le poartă în buzunare. O călugăriță pitică și doi infirmieri ajung în cele din urmă la fața locului. Urcând scara, călugărița îl mustră pe Teo, care acceptă cu supunere să se întoarcă la azil.
După sosirea toamnei, locuitorii orașului se urcă în bărci mici pentru a întâmpina trecerea navei SS Rex, cea mai mândră realizare tehnologică a regimului. Până la miezul nopții au adormit așteptând sosirea acestuia. Treziți de o sirenă de ceață, aceștia privesc cu uimire cum nava trece pe lângă ei, răsturnându-le bărcile în urma ei. Bunicul lui Titta se rătăcește pierdut într-o ceață dezorientantă, atât de densă încât pare să înăbușe casa și peisajul de toamnă. Mergând spre Grand Hotel din oraș, Titta și prietenii săi îl găsesc închis. Ca niște zombi, ei valsează pe terasă cu partenere feminine imaginare învăluite în ceață.

Scena nunții

Cursa anuală de mașini îi dă ocazia lui Titta să viseze cu ochii deschiși că va câștiga marele premiu, Gradisca. Într-o seară, el vizitează bogații de la tutungerie la ora închiderii. Ea se excită atunci când el demonstrează că este suficient de puternic pentru a o ridica, dar se enervează când el se simte copleșit când ea își apasă sânii pe fața lui. Ea îi dă o țigară, apoi îl trimite cu răceală acasă.
Iarna aduce cu ea căderi record de zăpadă. Miranda ȋl îngrijește pe Titta care e bolnav, apoi, când vine din nou primăvara, moare ea însăși de boală. Titta este devastat. Mai târziu, satul participă la petrecerea pentru căsătoria Gradiscăi cu un ofițer fascist. În timp ce Gradisca pleacă cu carabinierul ei, cineva observă că și Titta a plecat.

## Distribuția

Bruno Zanin în rolul lui Titta și Fellini în timpul filmărilor.

- Pupella Maggio - Miranda Biondi, mama lui Titta
- Armando Brancia - Aurelio Biondi, tatăl lui Titta
- Magali Noël - Gradisca, coafeză
- Ciccio Ingrassia - Teo, unchiul lui Titta
- Nando Orfei - Lallo sau „Il Pataca”, alt unchi al lui Titta
- Bruno Zanin - Titta
- Josiane Tanzilli - Volpina
- Maria Antonietta Beluzzi - vânzător la tutungerie
- Giuseppe Ianigro - bunicul lui Titta
- Stefano Proietti - Oliva, fratele lui Titta
- Alvaro Vitali - Naso
- Bruno Scagnetti - Ovo
- Fernando De Felice - Cicco
- Bruno Lenzi - Gigliozzi
- Gianfranco Marrocco - Count Poltavo
- Francesco Vona - Candela
- Donatella Gambini - Aldina Cordini

## Scena eliminată
A fost filmată o scenă care a fost ulterior tăiată din film de Fellini. Scena a fost filmată fără sunet. Este descrisă, totuși, în romanul publicat de Rizzoli în 1973 și implică pierderea de către contesa a unui inel cu diamant în toaletă. Carlini, sau „Eau de cologne”, omul care golește haznalele din oraș, este chemat să îl recupereze. Această scenă este disponibilă pe versiunea Criterion a filmului.

## Primirea filmului de către public

### Europa
Lansat în Italia la 18 decembrie 1973, Amarcord a fost un „succes fără margini”. Criticul Giovanni Grazzini, care a făcut o recenzie pentru ziarul italian Corriere della Sera, l-a descris pe Fellini ca fiind „un artist la apogeu”, iar filmul ca fiind opera unui regizor matur, mai rafinat, al cărui „conținut autobiografic arată o mai mare înțelegere a faptelor istorice și a realității unei generații. Aproape tot Amarcord este un dans macabru pe un fundal vesel”. 
Filmul a fost proiectat la Festivalul de Film de la Cannes din 1974, dar nu a fost înscris în competiția principală.
Russell Davies, critic de film britanic și ulterior prezentator al postului de radio BBC, a comparat filmul cu opera lui Thornton Wilder și Dylan Thomas: „Modelul este ciclic... Un an din viața unui sat de pe coastă, cu accentul cuvenit pe anotimpuri și pe nașteri, căsătorii și decese. Este un film conceput în studiourile de filmare romane, cu dezgustul lui Fellini pentru piatră, vânt și cer adevărat. Oamenii, însă, sunt reali, iar numeroșii non-actori din rândul lor au toate formele și dimensiunile pe care vrei să ți le imaginezi fără să te afunzi prea adânc în teritoriul ciudățeniilor lui Tod Browning.”
Preluat rapid pentru distribuție internațională după ce a câștigat un Oscar pentru cel mai bun film străin în 1975, filmul a fost destinat să fie „ultimul mare succes comercial al lui Fellini”. În 2008, filmul a fost votat pe locul 50 pe lista celor „100 cele mai mari filme” de către revista franceză „Cahiers du cinéma”.

### Statele Unite ale Americii
Când Amarcord a avut premiera la New York, criticul Vincent Canby l-a lăudat ca fiind probabil „cel mai minunat film al lui Fellini... Este o evocare extravagant de amuzantă, uneori onirică, a unui an din viața unui mic oraș italian de coastă în anii '30, nu așa cum a fost la propriu, poate, ci așa cum este rememorat de un regizor cu accesul unui superstar la resursele industriei cinematografice italiene și cu o stăpânire desăvârșită asupra imaginației noastre. Atunci când domnul Fellini lucrează în cea mai bună condiție, așa cum este în Amarcord (vernacularul pentru "îmi amintesc" în Romagna), el scoate cumva la iveală ce e mai bun din noi. Devenim mai umani, mai puțin sufocanți, mai sensibili la importanța profundă a unor atitudini care, în alte circumstanțe, ar părea pur și simplu excentrice, dacă nu chiar nebunești”.
Evaluând filmul cu patru stele din patru, criticul Roger Ebert a discutat despre valoarea lui Fellini ca regizor: „Este, de asemenea, un film absolut uluitor. Fellini se numără de multă vreme printre cei cinci sau șase cei mai mari regizori din lume, iar dintre toți, el este cel mai natural. Ingmar Bergman își atinge măreția prin gândire și cercetare sufletească, Alfred Hitchcock și-a construit filmele cu meticulozitate, iar Luis Buñuel și-a folosit fetișurile și fanteziile pentru a construi glume spinoase despre umanitate. Dar Fellini... ei bine, pentru el, a face film pare aproape fără efort, ca și cum ar respira, iar el poate orchestra cele mai complicate scene cu puritate și ușurință. El este Willie Mays al filmelor.”  Ebert a clasat filmul pe locul al patrulea pe lista sa cu „Cele mai bune 10 filme ale anului 1973”. Ulterior, el a inclus filmul pe lista sa de filme mari. Jay Cocks de la revista Time l-a considerat „una dintre cele mai bune lucrări pe care Fellini le-a făcut vreodată - ceea ce înseamnă, de asemenea, că se află alături de cele mai bune pe care le-a realizat vreodată cineva din cinematografie”.
Pe site-ul de recenzii Rotten Tomatoes, Amarcord are o rată de aprobare de 87%, pe baza a 46 de recenzii, cu un rating mediu de 8,2/10. Consensul criticilor de pe site-ul web sună astfel: „Ușor indecent, dulce și sentimental, Amarcord este o călătorie mai mare decât viața printr-un sat de la malul mării și prin cetățenii săi plini de culoare.” În sondajul „Sight & Sound” din 2012 al Institutului Britanic de Film privind cele mai bune filme realizate vreodată, Amarcord a fost clasat pe locul 30 în rândul regizorilor.